# Parti républicain (Géorgie)
Le Parti républicain est un parti politique géorgien, fondé en 1978.

## Histoire
Il est membre observateur de l'Internationale libérale, et soutient l'adhésion de la Géorgie à l'Otan et à l'Union européenne.
De 2002 à 2005, il s'allie avec le Mouvement national uni de Mikheil Saakachvili, tant sur le plan de la vie politique locale à Tbilissi, que lors de la Révolution des roses ou qu'au Parlement. À la suite d'un différend politique survenu lors des élections en Adjarie, le Parti républicain entre dans une opposition modérée jusqu'en 2011. Il rallie ensuite la coalition Rêve géorgien de Bidzina Ivanichvili.

## Représentation parlementaire
Aux élections législatives du 1er octobre 2012, dans le cadre de la coalition Rêve géorgien, le Parti républicain obtient 6 sièges. Son président David Oussoupachvili devient président du Parlement.
Il se présente séparément aux élections législatives géorgiennes du 8 octobre 2016 et recueille 1,48 % des suffrages exprimés au scrutin proportionnel plurinominal. Parallèlement, aucun de ses candidats au scrutin majoritaire uninominal n'est en situation de se représenter au 2e tour : il ne siègera donc plus au Parlement.